# بيتر هيراياما
بيتر هيراياما (باليابانية: 平山高明 ) (و. 1924  م) هو كاهن كاثوليكي ياباني، ولد في سول.

## مناصب
تولى منصب أسقف
- أسقف كاثوليكي.